# Kai Lenny
Kai Lenny (ur. 8 października 1992) – amerykański surfer, windsurfer i kitesurfer

## Życiorys

### Wczesne życie
Kai Lenny urodził się 8 października 1992 roku w Paia, Maui, na Hawajach. Od najmłodszych lat rozwijał umiejętności w różnych dyscyplinach wodnych, w wieku 4 lat zaczął surfować, mając 6 lat rozpoczął treningi windsurfingowe, w wieku 7 lat spróbował stand-up paddlingu, a w wieku 9 lat kitesurfingu.

### Życie prywatne
Lenny jest żonaty z mieszkającą na Maui projektantką wnętrz Molly Payne. Para ma trójkę dzieci.
W maju 2021 roku założył fundację non-profit „Positively Kai Foundation.” Po tragicznych pożarach w Lahaina , fundacja aktywnie pomagała ofiarom.

## Kariera sportowa

### SUP (Stand-Up Paddleboarding)
- W 2012 roku zdobył tytuły mistrza świata w wyścigach SUP — wygrał zarówno Hawaii Island Finals, jak i Sunset Beach SUP Pro oraz cały cykl Standup World Series[5]

### Big wave surfing & wyzwania ekstremalne
- W 2020 roku wygrał Nazaré Tow Surfing Challenge w Portugalii[6]